# トゥーリ
トゥーリ（イタリア語: Turi）は、イタリア共和国プッリャ州バーリ県にある、人口約1万3000人の基礎自治体（コムーネ）。

## 地理

### 位置・広がり

#### 隣接コムーネ
隣接するコムーネは以下の通り。
- カザマッシマ
- コンヴェルサーノ
- ジョーイア・デル・コッレ
- プティニャーノ
- ルティリアーノ
- サンミケーレ・ディ・バーリ

## 行政

### 分離集落
トゥーリには、以下の分離集落（フラツィオーネ）がある。
- Paffendàlle, Borgo Messina, Borgo Antico, Borgo Vecchio, Borgo Nuovo,

## 交通

### 鉄道
- スド・エスト鉄道
  - バーリ＝カザマッシマ＝プティニャーノ線 (it:Ferrovia Bari-Casamassima-Putignano)